# Kloster Weppach
Kloster Weppach war ein  römisch-katholisches Frauenkloster in Bermatingen im Bodenseekreis.

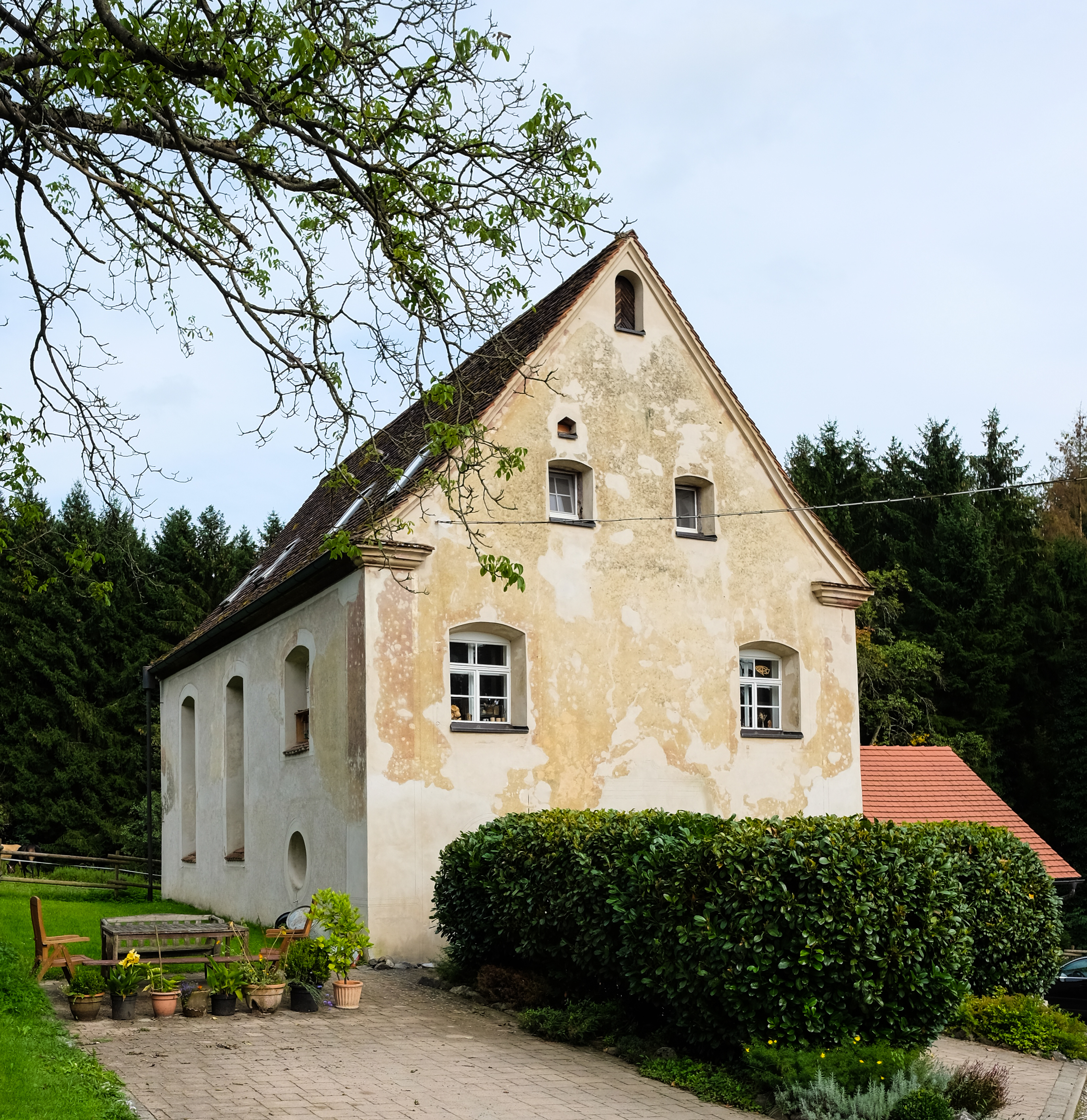
Ehemalige Klosterkirche

## Geschichte
Der Konvent wurde vor 1384 gegründet und bestand bis 1828. Er gehörte zum Bistum Konstanz und ab 1821 zum Bistum Freiburg. Die Nonnen lebten von etwa 1384 bis 1443 als Schwesternsammlung und spätestens von 1443 bis 1828 als Franziskaner-Terziarinnen.
Im Dreißigjährigen Krieg wurde das Kloster dreimal von den Schweden und einmal von den Bayern überfallen.
Das Kloster Weppach fiel im Zuge der Säkularisation 1802 an den Fürsten zu Fürstenberg, die Inbesitznahme erfolgte am 14. Januar 1803. Die neun zum Zeitpunkt der Säkularisation im Kloster lebenden Franziskanerinnen durften weiterhin dort wohnen, jedoch keine neuen Schwestern aufnehmen. So wurde die Gemeinschaft mit jedem Todesfall kleiner. Die letzte Schwester starb 1828.